# 20947 Polyneikes
20947 Polyneikes este o planetă minoră (asteroid), cu un diametru de , din Asteroid troian al lui Jupiter. A fost descoperită pe 29 septembrie 1973 la Observatorul Palomar de Cornelis Johannes van Houten și a fost numită după Polinice. 
Obiectul prezintă o orbită caracterizată de o semiaxă mare de 5,0726567 UAi, o excentricitate de 0,023, o înclinație de 2,32846 ° în raport cu ecliptica.